# ジョニー・ウィンター
ジョニー・ウィンター（Johnny Winter、本名：John Dawson Winter III、1944年2月23日 - 2014年7月16日）は、アメリカ合衆国のギタリスト、シンガー。CBSとの契約金が、当時の金額で数十万ドルと巨額であったことから「100万ドルのギタリスト」の異名を持つ。アルビノで斜視であることも知られている。弟はエドガー・ウィンター。
白人でありながら黒人音楽のブルースをプレイし続け、ブルースの巨人マディ・ウォーターズが「義理の息子」と呼ぶほど彼に気に入られた。
「ローリング・ストーンの選ぶ歴史上最も偉大な100人のギタリスト」において2003年は第74位、2011年の改訂版では第63位。

## 活動・キャリア
幼少期はクラリネットを演奏していたが、歯の噛み合わせが悪くなり断念。その後ウクレレを経て、ギターを弾くようになる。少年期に弟のエドガーとコンビで数々のコンテストに出場しては腕を上げていき、15歳の時にバンドを組んで地元レーベルから「スクール・デイ・ブルース」をリリース、彼の音楽キャリアのスタートとなる。
1962年、エドガーと共に初のバンド、ジョニー・アンド・ザ・ジャマーズを結成。複数の地元のレーベルからシングルをリリースし活躍する。1968年、トミー・シャノン（ベース）、アンクル・ジョン・ターナー（ドラムス）らを迎え、デビュー・アルバム『The Progressive Blues Experiment』をリリース。同年12月にはアル・クーパーとマイク・ブルームフィールドのフィルモア・イースト公演にゲスト参加し、この時のライヴ録音は2003年にアルバム『Fillmore East: The Lost Concert Tapes 12/13/68』として発表された。
翌1969年、CBSと契約しアルバム『Johnny Winter』をリリースした。CBSとの契約金が当時の金額で数十万ドルと巨額であったことから「100万ドルのギタリスト」の名で呼ばれるようになった。このアルバムはウィリー・ディクスン、ウォルター・ホートンらブルース・ミュージシャンが参加したストレートなブルース・アルバムであった。また同年、40万人以上を集めたウッドストック・フェスティバルに出演。続く作品、『Second Winter』（1970年）、『Johnny Winter And』（1971年）ではロック色を強めていった。特に後者は、ストレートなブルース・ナンバーは皆無のロック・アルバムである。ジョニーはドラッグ中毒に陥っていったが、1973年に『Still Alive And Well』をリリースし、復活を宣言した。
1980年に『Raisin' Cain』をリリースするまで、CBSへの在籍は10年以上に及んだ（1974年の『John Dawson Winter III』以降は、CBS傘下のブルー・スカイから作品をリリースした）。CBS時代のジョニーは、前述のジョニー・ウィンター・アンドに象徴されるように、ロック色の強い作品が多いが、ファースト・アルバムや『Nothin' But The Blues』（1977年）、マディ・ウォーターズのアルバムにおける競演など、正面からブルースに向き合う一面も見せている。
1980年代に入ると、ジョニーはアリゲーター・レコードと契約。3作のアルバムをリリースした。ブルース・レーベルからのリリースということもあってか、いずれの作品もブルース色が濃い内容となっている。
MCA傘下のボイジャー・レーベルからの『The Winter Of '88』（1988年）を経て、ポイントブランク・レコードと契約したジョニーは『Let Me In』（1991年）を始め3枚の作品をリリースするが、徐々に体調が悪化し、演奏活動から遠ざかっていく。一説によると、愛用のギブソン・ファイヤーバードを自力で持ち上げられないほど体力が弱ってしまい、視力も殆ど見えない状態といわれていた。
2004年、実に12年ぶりとなるスタジオ・アルバム『I'm A Bluesman』をリリース。その「枯れた」演奏に最後のアルバムかとの危惧の声もあったが、7年を経た2011年、ブルースのカバーを新録した『Roots』をリリース、健在ぶりをアピールした。
2014年7月16日、スイスのチューリッヒにて死去。死因は明らかにされていない。同年9月にリリースされた遺作『ステップ・バック〜ルーツ2』は、2015年2月に第57回グラミー賞で最優秀ブルース・アルバム賞を受賞し、ウィンター初のグラミー受賞を果たして、弟のエドガーが代わりにトロフィーを授与された。

## 家族
父親は教会の聖歌隊に参加するサクソフォンとバンジョーの奏者、母親はピアノ奏者という理想的な音楽一家の下で育った。前述の実弟エドガー・ウィンター （彼もまたアルビノである）は、キーボード兼サックスの奏者として有名である。

## プレイ
彼のプレイは、テクニカルで速いリフが多く、ピックはサムピック、人差し指と中指、そして薬指を使ったフィンガーピッキングが特徴。リフの種類は他に類を見ないほど豊富。速く弾きまくるリフは代表曲「Be Careful with a Fool」などで聞ける。また、音色はヘヴィなディストーションが効いていることが多い。初期から中期にかけての使用ギターはギブソン・ファイヤーバードで、フロントピックアップを選択しアンプのイコライザーで高音域に寄ったセッティングにしていた。後年はアールワインというメーカーが製造した小型のヘッドレスギター「Lazer」がメインギターとなっていて、ファイアーバードはスライドギターの際に使用することが多かった。
スライドギターをプレイするときには、特にオープンEやオープンAを好んでいるが、他にオープンDやオープンGも使用する。スライド・ギターが聞ける代表曲は｢TV Mama」や｢Dallas」など。レギュラーチューニングでの演奏もしているが、アリゲーター・レコード在籍以来、1音下げで演奏することが多くなった。
スライドバーは既製品は使わず、工事現場で拾った金属パイプを自分の指に合わせて切り出したものを長年に渡って使用している。

## 来日
40年以上のキャリアにもかかわらず、ジョニー・ウィンターの来日公演は長きに渡って実現していなかった。M&Iカンパニー招聘により、1990年に初の日本ツアーが組まれたことがあるが、チケット発売後、公演は中止となってしまった。理由はウィンターが服用していたヘロイン中毒治療薬のメタドンが日本では禁止薬物に指定されていたためだった。
ウィンターがヘロイン中毒を克服し、メタドンの服用が不要となったことから、2011年、初来日が実現した。同年2月、公式サイトのスケジュールにて、2011年4月13～15日の3日間にZepp Tokyoで初来日ライブを行うことが発表される。その後、2011年3月11日に起こった東日本大震災の影響で多くの海外アーティストの来日が中止となり開催が危ぶまれたが、2011年4月12日夜、日本の地を初めて踏んだ。
翌日の2011年4月13日、Zepp Tokyoにおいて、初来日公演が実現。終演後、ジョニーは、「日本のファンは大人しいと聞いてたけど、盛り上がってくれてびっくりしたよ。ロックン・ロールをわかってるんだね。嬉しいよ！」と語った。
その後、2012年5月、2014年4月に来日公演を行っている。2014年4月が最後の来日公演となった。

## ディスコグラフィー

### 公式アルバム
- 1968年 ザ・プログレッシヴ・ブルーズ・エクスペリメント - The Progressive Blues Experiment (Sonobeat/Imperial)
- 1969年 ジョニー・ウィンター - Johnny Winter (CBS)
- 1970年 セカンド・ウィンター - Second Winter (CBS)
- 1971年 ジョニー・ウィンター・アンド - Johnny Winter And (CBS)
- 1973年 スティル・アライヴ・アンド・ウェル - Still Alive and Well (CBS)
- 1974年 テキサス・ロックンロール - Saints & Sinners (CBS)
- 1974年 俺は天才ギタリスト - John Dawson Winter III (Blue Sky)
- 1977年 ナッシン・バット・ザ・ブルース - Nothin' But The Blues (Blue Sky)
- 1978年 ホワイト、ホット&ブルー - White, Hot & Blue (Blue Sky)
- 1980年 レイジン・ケイン - Raisin' Cain (Blue Sky)
- 1984年 ギター・スリンガー - Guitar Slinger (Alligator)
- 1985年 シリアス・ビジネス - Serious Business (Alligator)
- 1986年 サード・ディグリー - Third Degree (Alligator)
- 1988年 ウインター・オブ'88 - The Winter Of '88 (MCA/Voyager)
- 1991年 レット・ミー・イン - Let Me In (Pointblank)
- 1992年 ブルースは絆 - Hey, Where's Your Brother? (Pointblank)
- 2004年 永遠のブルースマン - I'm A Bluesman (Virgin)
- 2011年 ルーツ - Roots (Megaforce)
- 2014年 ステップ・バック〜ルーツ2 - Step Back (Megaforce)

### ライブアルバム
- 1971年 ライヴ - Johnny Winter And Live (CBS)
- 1976年 狂乱のライヴ - Captured Live (Blue Sky)
- 1976年 トゥゲザー - Together (CBS) ※エドガー・ウィンターとの競演
- 1997年 ライヴ・イン・ニューヨーク'97 - Live In NYC '97 (Pointblank)

### 主な参加アルバム
- 1977年 Muddy Waters / Hard Again (Blue Sky)
- 1978年 Muddy Waters / I'm Ready (Blue Sky)
- 1979年 Muddy Waters / "Muddy "Mississippi" Waters / Live (Blue Sky)
- 1981年 Muddy Waters / King Bee (Blue Sky)
- 1984年 Sonny Terry / Whoopin' (Alligator)
- 1986年 Lonnie Brooks / Wound Up Tight (Alligator)
- 1991年 John Lee Hooker / Mr. Lucky (Pointblank)
- 1993年 Bob Dylan / The 30th Anniversary Concert Celebration (CBS)
- 2001年 Eric Sardinas / Treat Me Right (Evidence)